# IGA Tennis Classic 1997
IGA Tennis Classic 1997 — жіночий тенісний турнір, що проходив на закритих кортах з твердим покриттям The Greens Country Club в Оклахома-Сіті (США). Належав до турнірів 3-ї категорії в рамках Туру WTA 1997. Відбувсь удванадцяте і тривав з 17 до 23 лютого 1997 року. Перша сіяна Ліндсі Девенпорт здобула титул в одиночному розряді.

## Фінальна частина

### Одиночний розряд
Ліндсі Девенпорт —  Ліза Реймонд 6–4, 6–2
- Для Девенпорт це був 2-й титул за сезон і 20-й — за кар'єру.

### Парний розряд
Хіракі Ріка /  Міягі Нана —  Маріанн Вердел-Вітмаєр /  Тамі Вітлінгер-Джонс 6–4, 6–1
- Для Хіракі це був 1-й титул за рік і 4-й — за кар'єру. Для Міяґі це був 3-й титул за сезон і 7-й — за кар'єру.

## Розподіл призових грошей
| Дисципліна       | П       | Ф       | ПФ     | ЧФ     | 1/8    | 1/16   |
| Одиночний розряд | $27,000 | $13,500 | $6,800 | $3,800 | $1,850 | $1,120 |